# Luton Aircraft
Luton Aircraft Limited var en brittisk flygplanstillverkare i Barton-in-the-Clay Bedfordshire.
Företaget grundades för att tillverka flygplan konstruerade av C.H. Latimer-Needham i Barton-in-the-Clay Bedfordshire. 1936 tillverkade man två av Latimer-Needhams ultralätta flygplan Buzzard och L.A.2. Båda flygplanen tillverkades i en träkonstruktion som kläddes med duk. L.A.2 byggdes senare om till ett prototypflygplan för utvärderingen av det lätta flygplanet L.A.3 Minor. Ritningar och vissa delar till L.A.3 såldes från företaget till privatpersoner som ville bygga egna flygplan. Flygplanet vidareutvecklades 1937 till det större L.A.5 Major. När Phoenix lokaler i Gerrards Cross Buckinghamshire blev lediga flyttade företaget sin verksamhet dit. När lokalerna tolalförstördes i en eldsvåda 1943 upphörde företagets verksamhet. 
Latimer-Needham och A.W.J.G Ord-Hume bildade 1958 företaget Phoenix Aircraft Limited. Det nya bolaget köpte rätten att producera och sälja Minor och Major flygplanen. Efter att båda typerna förbättras inleddes försäljning av byggsatser för hembyggare.

## Flygplan tillverkade vid Luton Aircraft
1936 - Luton Buzzard I 
1936 - Luton L.A.2 
1936 - Luton L.A.3 Minor 1936 - Luton L.A.4 Minor 
1937 - Luton Buzzard II 
1939 - Luton L.A.5 Major 